# Carlos Alberto Manaca Dias
Carlos Alberto Manaca Dias, meglio conosciuto come Carlos Alberto Manaca o semplicemente come Manaca (Beira, 22 settembre 1946), è un allenatore di calcio ed ex calciatore mozambicano con cittadinanza portoghese, di ruolo difensore.

## Caratteristiche tecniche
Nato come attaccante, dopo il suo trasferimento in Portogallo negli anni arretrò la sua posizione sino a diventare difensore.

## Carriera
Nativo del Mozambico, allora colonia portoghese, iniziò la sua carriera agonistica allo Sporting Beira.
Nel 1965 si trasferisce in Portogallo, ingaggiato dallo Sporting Lisbona. Le prime tre stagioni con i capitolini le trascorre ai margini della rosa.
Nella stagione 1968-1969 passa al Sanjoanense, con cui retrocede in cadetteria.
Terminata l'esperienza con il club di São João da Madeira torna allo Sporting, divenendone una delle colonne della difesa. Con i Sportinguisti gioca sino al 1975, vincendo due campionati e tre Taça de Portugal.
Nell'estate 1975 si trasferisce negli Stati Uniti d'America per giocare nei Boston Minutemen, franchigia della NASL. Nel campionato 1975 vince con i Minutemen il proprio girone ma si ferma ai quarti di finale nei playoff. 
Nella stagione 1975-1976 passa al Vitória Setúbal, con cui ottiene il nono posto in campionato.
La stagione dopo è al Braga, con cui chiude il campionato all'ottavo posto.
Nella stagione 1977-1978 torna per la terza volta allo Sporting, con cui oltre ad ottenere il terzo posto in campionato vince la sua quarta Coppa del Portogallo.
Dal 1978 al 1980 è al Vitória Guimarães, ottenendo due sesti posti. Nella Primeira Divisão 1979-1980 fu contestato per aver causato un autogol che favorì la vittoria del campionato della sua vecchia squadra, lo Sporting ai danni dei rivali del Porto.
Nel 1980 passa all'Estoril Praia, con cui vince il girone meridionale della serie cadetta lusitana, ottenendo la promozione in massima serie. Gioca con il club di Estoril altre due stagioni nella massima serie lusitana.
Successivamente scende nei campionati inferiori, giocando dapprima nel Peniche, in cui avrà le sue prime esperienze come allenatore, e poi al Vilafranquense, ove chiuderà la carriera agonistica nel 1986.  
Nel 1986 guiderà la nazionale del Mozambico alla sua prima partecipazione ad una coppa d'Africa, con cui non supera la fase a gironi del torneo. Ha inoltre allenato la Sacavenense, per lasciare il Portogallo e trasferirsi a Toronto, Canada.

## Palmarès
- Campionato portoghese: 2

Sporting: 1969-1970, 1973-1974
- Coppa del Portogallo: 4

Sporting: 1970-1971, 1972-1973, 1973-1974, 1977-1978
- Segunda Divisão: 1

Estoril Praia: 1980-1981 (girone sud)